# Bungulla sampeyae
Bungulla sampeyae is een spinnensoort uit de familie van de valdeurspinnen (Idiopidae). De wetenschappelijke naam van de soort werd voor het eerst geldig gepubliceerd in 2018 door Rix, Raven en Harvey.
De soort komt voor in Australië.